# Suore domenicane di Nostra Signora del Rosario di Fátima
Le Suore Domenicane di Nostra Signora del Rosario di Fátima (in spagnolo Hermanas Dominicas de Nuestra Señora de Fátima) sono un istituto religioso femminile di diritto pontificio.

## Storia
La congregazione fu fondata il 3 novembre 1949 a Yauco, Porto Rico, da Dominga Guzmán. Il missionario domenicano olandese Alvaro de Boer diede un notevole contributo allo sviluppo dell'istituto.
La comunità, affiliata all'ordine dei frati predicatori dal 24 giugno 1954, fu eretta in congregazione religiosa il 6 settembre 1965.

## Attività e diffusione
Le suore si dedicano all'assistenza religiosa e sociale, all'istruzione religiosa, all'educazione della gioventù.
Oltre che a Porto Rico, sono presenti ad Haiti nella Repubblica Dominicana, negli Stati Uniti d'America e in Venezuela; la sede generalizia è a Ponce, Porto Rico.
Alla fine del 2015 l'istituto contava 113 religiose in 25 case.